# مقراب كاسغران

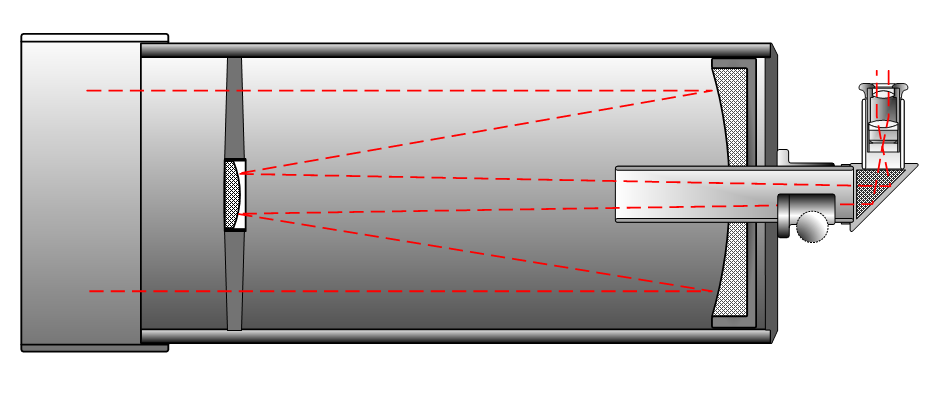
مسار الأشعة في مقراب كاسغران.

مقراب كاسغران هو مقراب يعمل بمرآة قطع مكافئ. واحيانًا يسمى «مقراب جيوفاني». وقد عرضه مخترعة العالم الفرنسي لوران كاسغران أمام الجمهور في عام 1672، بوقت قصير بعد اختراع مقراب نيوتن ومقراب غريغوري. وجرت في الحهات العلمية الأوروبية مناقشات حول صلاحية هذا النظام أو ذاك من التلسكوبات وما قد يكون لها من ميزات ومساويء.
كما هو الحال بالنسبة لمقراب نيوتن ومقراب غريغوري تعكس المرآة الرئيسة الاشعة المجمعة عن طريق مرآة مساعدة جانبا (مقراب نيوتن) أو إلى فتحة في المرآة الرئيسة إلى مستقبل الصورة.

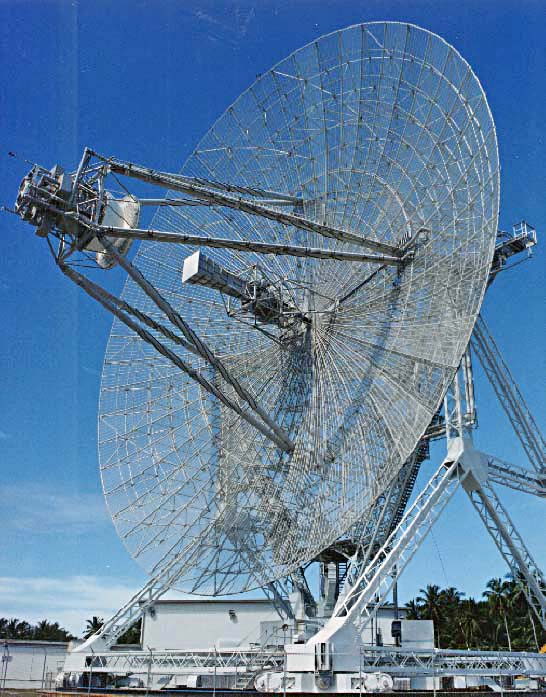
هوائي الرادار يعمل بنظام كاسغران.

يسقط الشعاع الساقط على المرآة الرئيسة وهي في شكل قطع مكافئ، وينعكس عليها ليسقط على مرآة ثانوية في شكل قطع زائد. وتكون المرآة الثانوية موضوعة بحيث تنطبق بؤرتها على بؤرة المرآة الرئيسة.
بؤرة المرآة الثانوية تكون إذاٌ في مواجهة المرآة الرئيسة. ويقع جهاز الاستقبال (انظر هوائي الرادار في الصورة) شكل أما المرآة الرئيسة أو يصله الاشعة المنعكسة خلال فتحة في المرآة الرئيسة. طريقة أخرى لوضع المستقبل فيمكن وضع مرآة مستوية أمام المرآة الرئيسة تقوم بعكس الأشعة جانبا في أنبوب حيث يمكن لعين المشاهد رؤية الصورة.